# José Alcántara Malásquez
José Tomás Alcántara Malásquez es un político peruano. Es el alcalde de la provincia de Cañete en el período 2023-2026.
Nació el 16 de noviembre de 1976. Fue comerciante y luego alcalde del distrito de Asia durante el período 2019-2022. Postuló en dicha ocasión por el partido Alianza para el Progreso. En el año 2020, renunció a dicho partido. En el año 2022, postuló al cargo de alcalde provincial por el Movimiento Regional Unidad Cívica Lima, resultando elegido alcalde provincial.
Tiene una hija.